# Drowietczino
Drowietczino (ros. Дроветчино) – wieś (ros. деревня, trb. dieriewnia) w zachodniej Rosji, w osiedlu wiejskim Michnowskoje rejonu smoleńskiego w obwodzie smoleńskim.

## Geografia
Miejscowość położona jest 2 km od drogi federalnej R135 (Smoleńsk – Krasnyj – Gusino), 1,5 km od drogi federalnej R120 (Orzeł – Briańsk – Smoleńsk – Witebsk), 12 km od drogi magistralnej M1 «Białoruś», 3 km od centrum administracyjnego osiedla wiejskiego (Michnowka), 9 km od Smoleńska, 3,5 km od najbliższego przystanku kolejowego (Dacznaja II).
W granicach miejscowości znajdują się ulice: imieni Baranowa, Ługowaja, Sirieniewaja, Sołowjinaja, Wiesieniaja, Wiesiennij pierieułok,.

## Demografia
W 2010 r. miejscowość zamieszkiwały 33 osoby.

## Związani z dieriewnią
- Michaił Siemionowicz Baranow – urodzony w Drowietczino radziecki lotnik wojskowy, Bohater Związku Radzieckiego